# Middleman
Middleman ist eine vierköpfige englische Alternativ-Rockband aus Leeds. Gegründet wurde die Band 2006. Die ersten Singles Blah Blah Blah und Good to Be Back wurden 2007 bei Bad Sneekers Records veröffentlicht, It’s Not Over Yet bei Blip Records am 5. September 2010. Am 12. Dezember 2010 erschien ihre vierte Single Chipping Away ebenfalls bei Blip Records.
Ihr Debütalbum Spinning Plates erschien am 1. Mai 2011 bei Blip Records, wurde allerdings von der Band selbst produziert.
Das zweite Album Countersteps erschien im Oktober 2013.

## Medien
Middleman spielten live bei Huw Stephens in BBC Radio 1, Tom Robinson in BBC 6 Music und bei John Kennedy im Radiosender XFM.
Die Lieder der Band dienten den Radiosender BBC Radio 1, Kerrang Radio und XFM, sowie DJs wie Steve Lamacq, Zane Lowe, Colin Murray, Huw Stephens, Rory McConnell and Eddy Temple-Morris als Grundlage für Samplers.
Ihre Titel wurden bei Fernsehsendern eingespielt, unter anderem von Soccer AM.
Das Lied You Look Like You Do erschien auf dem Neon Nights Mixtape aus dem Jahr 2007 an der Seite von Gossip, Crystal Castles und Kate Nash. It’s Not Over Yet wurde bei dem Spiel NBA 2K11 von 2K Sports an
der Seite von Liedern mit Snoop Dogg und Two Door Cinema Club eingespielt.

## Preise
Middleman erreichten bei den BT Digital Music Awards 2006 den zweiten Platz in der Kategorie Beste Newcomerband. Zudem wurden sie von der Unterhaltungsshow Freshly Squeezed auf Channel 4 als Beste Hip-Hop Newcomerband ausgezeichnet. Zudem gewann die Band die Futuresound competition 2009.

## Live
Middleman haben mehr als 200 Auftritte absolviert. Sie spielten als Vorgruppe von Lee "Scratch" Perry, The Streets, Jack Penate, Lethal Bizzle, The Go! Team, Toots & the Maytals, Esser, Dan Le Sac Vs Scroobius Pip und The Sunshine Underground. Zudem nahmen sie an verschiedenen Festivals teil, darunter Latitude Festival 2007, Leeds Festival 2007, Secret Garden Party 2007, Beat-Herder 2007, Kendal Calling 2009, Moor Music Festival 2007 und 2009, Reading Festival 2009, Leeds Festival 2009, South by Southwest in Texas 2010.
Zudem tourte die Band 2010 durch die Niederlande.
In Deutschland trat die Band 2012 auf dem Lott-Festival und Krach am Bach auf. 2013 erfolgten Auftritte bei Krach am Bach, Rocken am Brocken und Trebur Open Air.